# Prélude à Fondation
 (août 2023).
Si vous disposez d'ouvrages ou d'articles de référence ou si vous connaissez des sites web de qualité traitant du thème abordé ici, merci de compléter l'article en donnant les références utiles à sa vérifiabilité et en les liant à la section « Notes et références ».
Prélude à Fondation (titre original : Prelude to Foundation) est un roman de science-fiction d’Isaac Asimov paru en 1988. Du point de vue de la chronologie de l'histoire, il est le premier roman du cycle, mais il est le sixième (et l'avant-dernier) écrit par l'auteur.

## Personnages
- Hari Seldon est le personnage principal et son but est d’établir une science qu’il croit inapplicable mais qui pourrait sauver toutes les connaissances scientifiques de la galaxie. Il est très doué en mathématiques et habile à l’esquive, une sorte d’art martial entre le judo et le karaté. Il est âgé de trente deux ans, il a les cheveux bruns, le visage lisse. De plus, il est intelligent, patient, persuasif, impliqué, généreux et prévoyant. Ce grand mathématicien est né sur Hélicon, qui est une planète fort éloignée de celle où l’histoire se déroule, Trantor.
- Chetter Hummin est un personnage secondaire mais qui joue un rôle très important dans le roman. Il est journaliste et aide Hari Seldon tout au long de son périple. Il est très persuasif, observateur, déductif, intelligent, patient, généreux, attentif et prévoyant. Il n’y a aucune autre information disponible sur lui.
- Dors Venabili est un des personnages secondaires et la compagne d’Hari Seldon tout au long du roman. Elle est historienne à l'Université de Streeling, d’où elle connaît son futur compagnon. Elle n’est pas très grande et a des cheveux blond-roux. Elle n’est pas d’une beauté renversante, mais elle était loin de ne pas être agréable à regarder (aux dires d’Hari Seldon). Elle est originaire de Cinna, une planète aussi éloignée de Trantor qu’Hélicon. Dors est polie, dépourvue d’émotion, très habile au maniement du couteau, très forte, attentive, observatrice et intelligente. Elle accompagne Hari Seldon tout au long de son cheminement sur Trantor.
- Raych, un des personnages secondaires, est un jeune enfant de douze ans qui a passé sa vie dans les rues. Il rencontre Hari Seldon et Dors Venabili à Billibotton, un quartier de Dahl, un des secteurs de Trantor. Il est gentil, confiant et est du genre délinquant. Il est maigre mais fort et habile, petit, fort d’esprit et s'exprime avec un accent très prononcé.
- Eto Demerzel est une personne jugée dangereuse mais qui s'avère être le protecteur de Hari Seldon.

## Lieux
- Domaine impérial (domaine de l’Empereur galactique) : lieu où Hari Seldon rencontra l'Empereur Cléon Ier à deux reprises et où Eto Demerzel vit.
- Université de Streeling : université où travaillèrent Dors Venabili et Hari Seldon pendant quelque temps.
- Mycogène : secteur où Hari Seldon et Dors Venabili trouvèrent refuge pendant la Fuite (période où Hari Seldon cherchait à fuir Eto Demerzel). Ce secteur est reconnu dans toute la galaxie pour sa haute connaissance en art culinaire. De plus, les gens de ce secteur ont des pratiques très bizarres (épilation totale, conversation entre les sexes interdite, etc). Par la suite, Hari Seldon découvre que les habitants de Mycogène sont les descendants directs des colons d'Aurora.
- Dahl : autre secteur où Hari Seldon et Dors Venabili  se cachent pendant un court moment. Les Dahlites portent une moustache en signe de virilité et ont toujours des couteaux sur eux pour leur protection.
- Billibotton : zone de Dahl très pauvre, impropre et surtout malfamée. Hari Seldon et Dors Venabili y rencontrèrent Raych en cherchant des indications sur la maison d’une vieille femme qui pourrait contribuer à la mission d’Hari Seldon.
- Secteur de Kan : lieu où séjournèrent Hari Seldon, Dors Venabili et Raych pendant un moment. Ce secteur se situe au niveau du pôle sud de Trantor et évacue 90 % de la chaleur dégagée par l'activité humaine sur la planète, ce qui lui confère un moyen de pression important.

## Temps
L’histoire complète se déroule environ en l’an 12 020, Ère Galactique, ce qui veut dire environ 20 000 ans après la découverte du voyage interstellaire.

## Résumé
En l'an 12 020 de l'Ère Galactique, durant le règne mouvementé de l'empereur Cléon Ier, le mathématicien Hari Seldon, originaire de la planète Hélicon s'est rendu sur Trantor, la planète capitale de l'Empire galactique, afin de présenter lors d'une convention de mathématiques un article détaillant comment la psychohistoire, une science qu'il a inventée, pourrait théoriquement permettre de prédire l'avenir. Une fois la présentation effectuée, l'Empereur est mis au courant de cette annonce et veut utiliser Hari Seldon à des fins politiques. Dans un entretien en face à face, le mathématicien souligne que la psychohistoire est quelque chose qu'il n'a même pas commencé à développer et qu'il n'a même pas une idée claire de la façon de le faire. Pourtant, Cléon Ier n'est pas entièrement convaincu que Hari Seldon n'est d'aucune utilité pour l'Empire. Son premier ministre Eto Demerzel le convainc de le laisser s'occuper du destin du mathématicien.
Hari Seldon rencontre ensuite le journaliste Chetter Hummin, qui le convainc que le premier ministre de Cléon Ier, Eto Demerzel, tente de le capturer, et qu'il est donc impératif pour lui de fuir tout en restant sur Trantor où il pourra le maintenir en sécurité. Chetter Hummin discute avec lui de la psychohistoire car il y voit un moyen pour lutter contre le déclin de l'Empire qu'il voit arriver. Mais Hari Seldon réplique en disant que cette science est inapplicable : l'Empire galactique est trop vaste pour être analysé et l'étude d'un monde plus simple est contrariée par le manque de documentation historique. Il accepte néanmoins d'essayer.
Hari Seldon est ensuite emmené par Chetter Hummin à l'Université de Streeling, l'une des mieux classées de l'Empire, où le mathématicien est présenté à Dors Venabili, une historienne et enseignante qui a été chargée par Chetter Hummin de le protéger à tout prix. Hari Seldon passe plusieurs semaines à étudier des livres d'histoire afin d'essayer de rendre applicable la psychohistoire. Il ne fait aucun progrès et, pour se changer les idées, décide d'accompagner des météorologistes sur la Couverture, à l'extérieur des dômes qui couvrent presque toute la totalité de la planète. Il se perd et Dors Venabili le retrouve quasiment gelé quelques heures plus tard, lui sauvant la vie.	
Hari et Dors échappent de justesse à une tentative d'enlèvement à l'Université de Streeling puis Chetter Hummin s'arrange pour qu'ils soient accueillis dans le secteur reclus de Mycogène, qui valorise son histoire ancienne supposée. Ils y sont accueillis par Maître-du-Soleil Quatorze, la personne qui dirige ce secteur. Hari réussit à obtenir le précieux livre historique des Mycogéniens, mais il le trouve décevant à l'exception de la révélation de ce que les Mycogéniens appellent leur planète natale, Aurora et de plusieurs références à des robots (qui n'existent pas dans l'Empire). Hari et Dors risquent l'exécution en entrant dans le temple mycogénien appelé le Sacratorium dans l'espoir de rencontrer un robot censé y être hébergé. Ils sont facilement repérés par Maître-du-Soleil Quatorze mais Chetter Hummin arrive juste à temps pour le convaincre de les laisser partir libres.
Chetter Hummin emmène ensuite Hari Seldon et Dors Venabili dans le secteur de Dahl où Hari rencontre dans les puits thermiques Yugo Amaryl, un jeune mathématicien. Au cours d'un entretien qu'ils ont ensemble un peu plus tard, Amaryl parle à Hari et Dors de la « Terre », et de mère Rittah qui en connait beaucoup sur le passé de l'humanité. Hari et Dors partent pour le quartier Billibotton pour lui parler. En chemin, ils rencontrent un garçon des rues âgé de douze ans, Raych, qui les conduit à l'appartement de mère Rittah et à qui Hari achète un ordinateur en retour, dans l'espoir qu'il l'utilise plus tard pour apprendre à lire. Rittah leur dit que la planète Aurora des Mycogéniens n'est pas le monde d'origine des humains mais en fait l'ennemi de la planète humaine d'origine, appelée Terre. Sur le chemin de retour, ils se font attaquer par dix voyous, mais grâce à l'habileté de Dors au maniement du couteau et celle d'Hari au combat rapproché, ils ne tardent pas de se débarrasser de leurs agresseurs. Plus tard, Raych vient les retrouver pour leur porter une invitation à discuter avec Davan. Le jeune garçon les conduit à son appartement pour qu'ils le rencontrent. Davan veut organiser une rébellion contre l'Empire qui unirait tous les secteurs de Trantor ; il souhaite que Hari et Dors se joignent à son mouvement. Ces derniers refusent, même s'ils soutiennent les idées de Davan. De retour à leur domicile, Hari et Dors sont arrêtés par des policiers. Mais grâce à l'aide de Raych, ils se réfugient dans une vieille usine de déchets abandonnée. Ils espèrent voir arriver Chetter Hummin pour encore une fois les sortir du pétrin, mais ils sont découverts par le sergent Emmer Thalus, avec l'ordre de venir chercher Hari Seldon. Ce dernier parvient à persuader le sergent d'emmener également Dors Venabili et Raych.
Une fois arrivés, Hari et Dors sont accueillis par une femme prénommée Rachelle. Elle leur apprend qu'ils se trouvent dans le secteur de Kan, puis peu après qu'elle est la fille de Mannix IV, le maire actuel de Kan, qui vient de lui transmettre ses pouvoirs. Rachelle souhaite utiliser la psychohistoire à des fins politiques. Hari Seldon explique une fois encore que la psychohistoire est pour l'instant inapplicable. Dix jours plus tard, le secteur de Kan se fait attaquer par les forces de l'Empire, accompagnées par Chetter Hummin. 
Rachelle reconnaît les traits de Demerzel, permettant à Hari de comprendre que Demerzel et Hummin ne font qu'un. Dans une discussion avec Chetter Hummin, Hari lui dévoile avoir compris que la mise en application de la psychohistoire lui semble possible en étudiant simplement Trantor, un monde assez complexe pour être une base fiable, et assez simple pour que son étude soit faisable. Il lui affirme également être persuadé que Chetter Hummin et Eto Demerzel sont deux personnalités adoptées par un robot quasi immortel évoqué par les légendes des secteurs de Mycogène et de Dahl. Il lui demande de valider son hypothèse et de lui fournir ses connaissances du passé de l'humanité afin de l'aider à développer la psychohistoire. Chetter confirme qu'il est bien le robot R. Daneel Olivaw et il déclare à Hari qu'il va le rapatrier dans le secteur impérial afin que ce dernier se mette immédiatement au travail. Hari lui demande que Dors, Raych et Yugo Amaryl viennent également avec lui, ce que Chetter accepte. Dans une discussion avec Dors, Hari lui dévoile qu'il la soupçonne d'être un robot mais que cet état ne dérange en rien l'amour qu'il éprouve pour elle.